# أشجار القلط المقدسة
تعتبر العديد من أنواع الأشجار الموجودة في الدول السلتية مقدسة ، سواء كرموز ، أو بسبب الخصائص الطبية لها، أو لأنها تعتبر مسكنًا لبعض أرواح الطبيعة. تاريخيًا وفي الفولكلور ، يختلف الاحترام الممنوح للأشجار في أجزاء مختلفة من العالم السلتي. غالبًا ما تشير عبارة "شجرة الجنيات" في جزيرة مان إلى الشجرة الأكبر سنًا .  يُعتقد أن القصيدة الويلزية التي تعود للقرون الوسطى كاد جودديو (معركة الأشجار) تحتوي على تقاليد شجرة سلتيك ، ربما تتعلق يكران أوغام ، وهو فرع من أبجدية أوغام حيث تُستخدم أسماء الأشجار للذكرى .

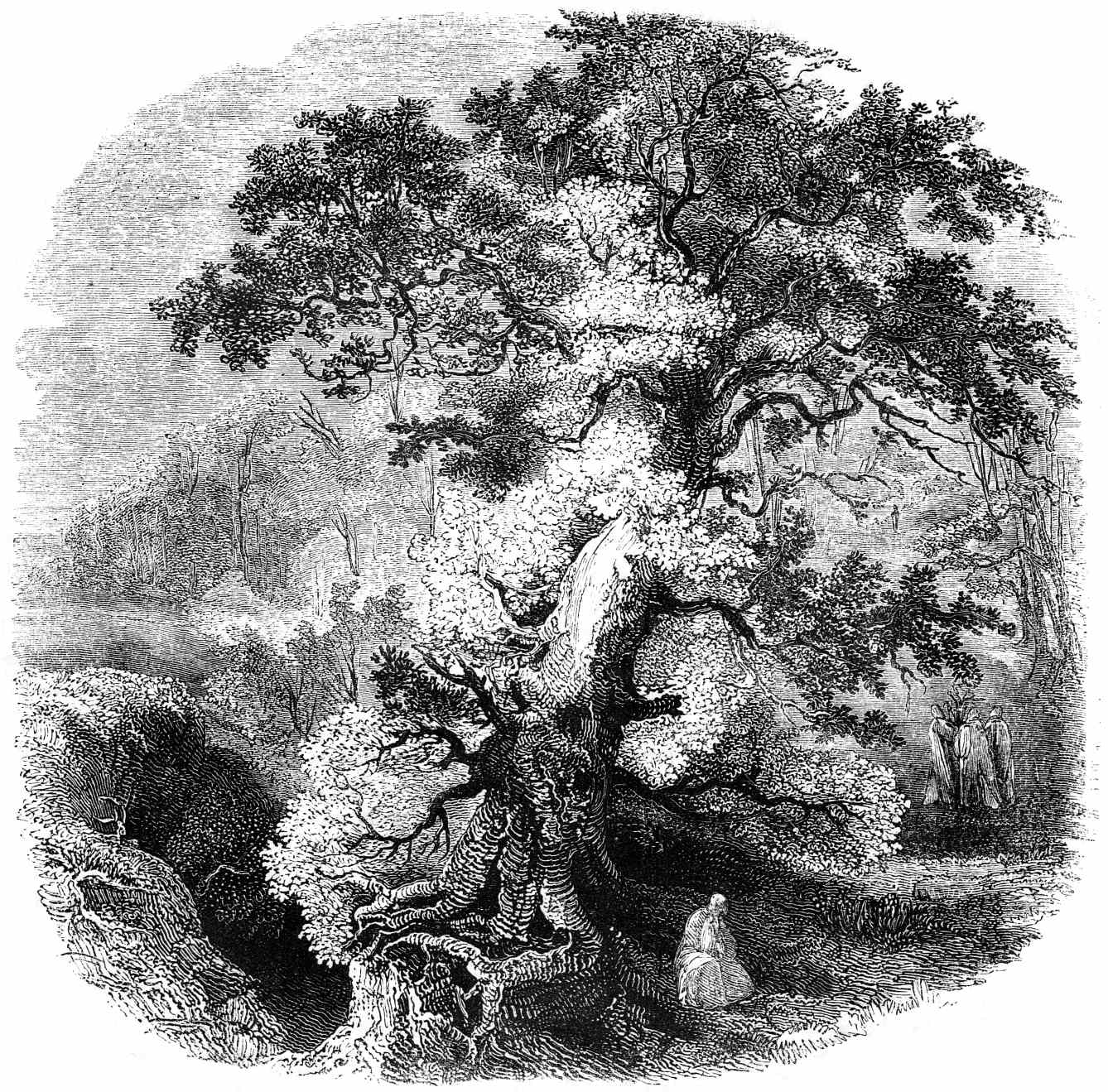
"The Druid Grove" (1845)

## قائمة الأشجار
- البلوط
- المران
- التفاح
- البندق
- النغت الدبق
- الخمان الأسود
- الطقسوس

## أنظر أيضا
- بساتين مقدسة
- الجبال المقدسة
- الأنهار المقدسة
- الأشجار المقدسة